# Red Soul
「Red Soul」（レッド・ソウル）は、日本の音楽グループ、AAAの16枚目のシングルである。2007年9月19日にavex traxから発売された。

## 概要
- 前作「夏もの」から約2ヶ月ぶりの発売となる。
- 「CD+DVD ver.」の1形態での発売。今までのシングルで1形態のみでの発売は初めてである。
- 同時発売のオリジナル3rdアルバム「AROUND」のリード曲となる。

## 収録内容
CD
1. Red Soul [3:51]
（作詞：森浩美、作曲：渡辺未来）
2. 唇からロマンチカ(大魔王、昭和エレクト浪漫MIX) [4:50]
（Remixed by 古坂大魔王）
3. キモノジェットガール(SPEAK&SPARK KimonoDIGITAL MIX) [4:08]
（Remixed by Tomonao Tanaka）
4. Red Soul(Instrumental) [3:48]

DVD
1. Red Soul(Music Clip)